# 秋山エリカ

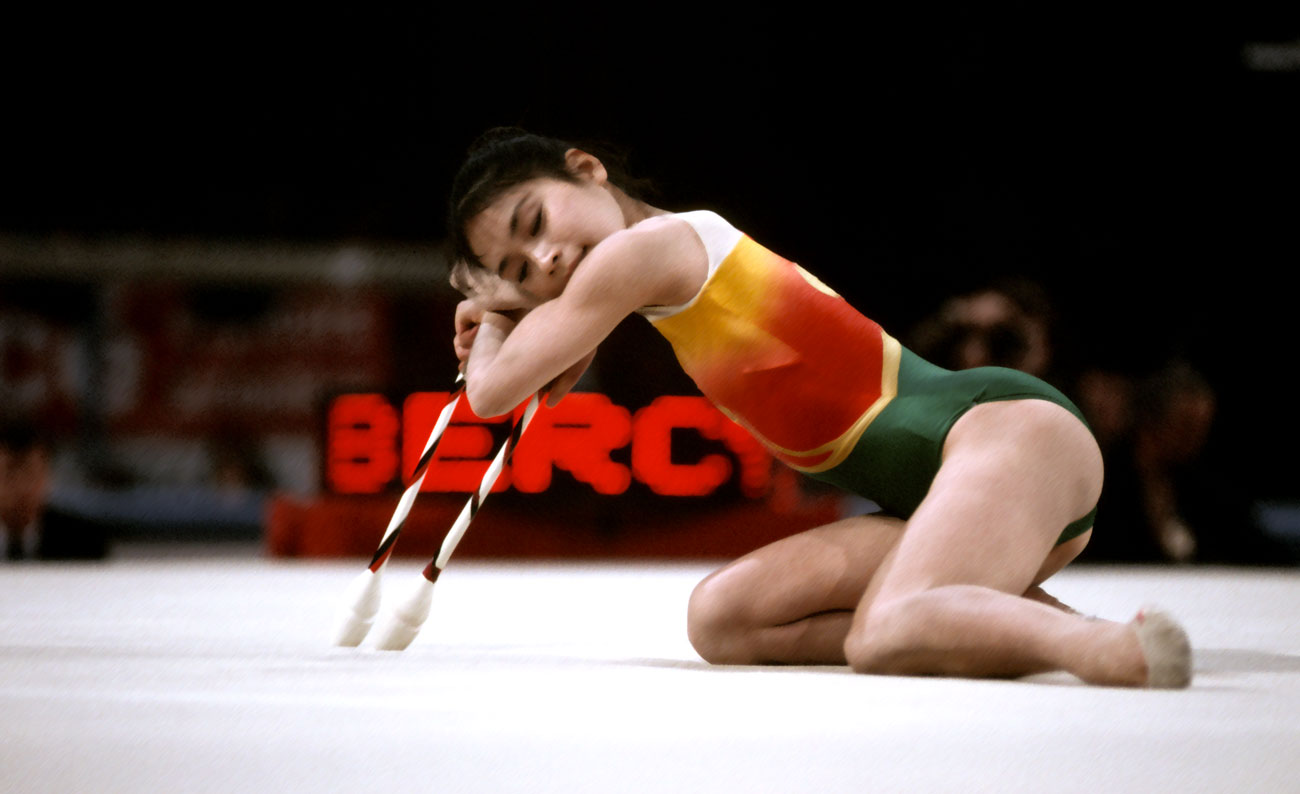
秋山エリカ

秋山 エリカ（あきやま エリカ、1964年12月31日 - ）は、東京女子体育大学教授、体操コーチ、日本の元新体操選手。福岡県出身。東京都国立市在住。

## 来歴
ツルタみとま幼稚園、福岡市立博多第二中学校、中村学園女子高等学校、東京女子体育大学卒業。

### 幼少期
- 幼いころは病弱だったが、バレエに親しむ。

### 学生時代
- 博多二中在学中、器械体操を始める。
- 中村学園女子高等校進学時、器械体操から新体操に転向。はじめはミスが多かったものの、東京女子体育大学に進学したころから、頭角を現しはじめる。
- 様々な工夫を施した演技構成・種具操作と、特に肩の関節の柔らかさを駆使した独創的な動き知られ、特にフープの首キャッチ、フープの蹴り上げ、リボンの蹴り上げなどは秋山のオリジナルである。

### オリンピックに出場
- 1984年ロサンゼルスオリンピック・1988年ソウルオリンピックに出場し、1984年から1989年まで全日本選手権で6連覇を達成する。
- 1989年の世界選手権では、予選で上位国の選手が2人ずつに絞られた効果もあったが、堂々の8位入賞を果たした。ソ連・ブルガリアといった新体操強国が参加した世界選手権としては、日本人最高順位である。翌1990年に現役を引退した。

### 引退後
- 現在は海外でのコーチ研修などを経て、後進の指導にあたっている。多彩な工夫を盛り込んだ秋山の指導により、世界の舞台に立っている選手も多い。
- また、テレビ放送の解説者や講演会の講師、東京女子体育大学教授としても活躍している。現役時代から演技にこだわりを持ち、妥協を許さないことでも知られている。

## 主な試合結果
- 1983年 世界選手権大会（ストラスブール）日本代表（個人総合27位）。
- 1984年 ロサンゼルスオリンピック出場（個人総合13位）。（56.050）
- 1985年 世界選手権大会（バリャドリッド）日本代表（個人総合30位）。
- 1987年 世界選手権大会（バルナ）日本代表（個人総合16位）
- 1988年 ソウルオリンピック出場（個人総合15位）。（58.050） 。
- 1989年 世界選手権大会（サラエヴォ）日本代表（個人総合8位入賞）。

## DVD
- 東京女子体育大学 ～新体操～ ティアンドエイチ株式会社（2004年）
- 東京女子体育大学 新体操部　わかりやすい実技と解説　ティアンドエイチ株式会社（2016年）